# Tàu điện ngầm Moskva
Metro Moskva (tiếng Nga: Московский метрополитен, Moskovskiy metropoliten) là hệ thống metro ở Moskva, phục vụ Moskva, và các thành thị giáp Moskva trong tỉnh Moskva như Krasnogorsk, Reutov, Lyubertsy và Kotelniki. Mở vào năm 1935 với một tuyến ray dài 11 km (6,8 dặm) và 13 nhà ga, đây là tuyến đường sắt ngầm đầu tiên của Liên Xô và nhà ga trên khu vực nước đầu tiên trên thế giới. Hệ thống này mở cửa lần đầu vào năm 1935, cho đến năm 2016, nó có tổng chiều dài các tuyến đường là 333,5 km km, 12 tuyến đường cùng với 200 nhà ga. Phần lớn tuyến đi ngầm, với phần sâu nhất 74 m (243 ft) tại nhà ga Công viên Chiến thắng. Metro Moskva là hệ thống tàu điện ngầm dài thứ năm thế giới và là dài nhất ngoài Trung Quốc. Hằng ngày, có hơn 9 triệu hành khách đi lại trong hệ thống này. Mỗi nhà ga metro đều được trang trí rất công phu. Nơi đây được mệnh danh là "Cung điện ngầm dưới lòng đất".

## Tổng quan
Metro Moskva thuộc một doanh nghiệp nhà nước, có tổng chiều dài đường ray 333,4 km (202,2 dặm) và bao gồm 12 tuyến và 200 trạm. Số lượt khách ngày khoảng 7 triệu lượt và tăng vào các ngày trong tuần đến hơn 9 triệu lượt vào các ngày cuối tuần. Mỗi tuyến được xác định bởi một tên, số và một màu. Khi sắp đến ga kế tiếp sẽ có một giọng nam thông báo trên các tàu chạy vào trung tâm thành phố, và một giọng nữ trên tàu đi từ trung tâm thành phố ra ngoài.

## Metro-2
Theo nguồn từ Bộ Quốc phòng Hoa Kỳ, có một hệ thống tàu điện ngầm thứ hai và sâu hơn có tên là "D-6" (hay còn gọi là Metro-2), được thiết kế để sơ tán khẩn cấp các nhân viên chính phủ chủ chốt trong trường hợp bị tấn công hạt nhân trong Chiến tranh Lạnh, tồn tại dưới quyền tài phán quân sự. Các quan chức quân đội Mỹ cho biết nó bao gồm một hệ thống đường tàu kết nối điện Kremli, trụ sở Tổng cục An ninh Liên bang Nga, Bộ Quốc phòng Nga và một số cơ sở bí mật khác. Người ta tin rằng, lối vào hệ thống Metro-2 là từ một số tòa nhà dân sự, chẳng hạn như Thư viện Nhà nước Nga, Đại học Quốc gia Moskva (MSU) và từ 2 nhà ga của hệ thống Metro thường. Có thể một số ít dân thường được lựa chọn ngẫu nhiên để sơ tán, ngoài các nhân viên quân sự ưu tú. Một ngã ba chuyển làn giữa hệ thống bí mật này và Metro thông thường được cho là nằm phía sau trạm Sportivnaya trên Tuyến Sokolnicheskaya. Phần cuối cùng của hệ thống này được cho là đã hoàn thành vào năm 1997.